# Caeneressa graduata
Caeneressa graduata là một loài bướm đêm thuộc phân họ Arctiinae, họ Erebidae.